# Lịch sử Seoul

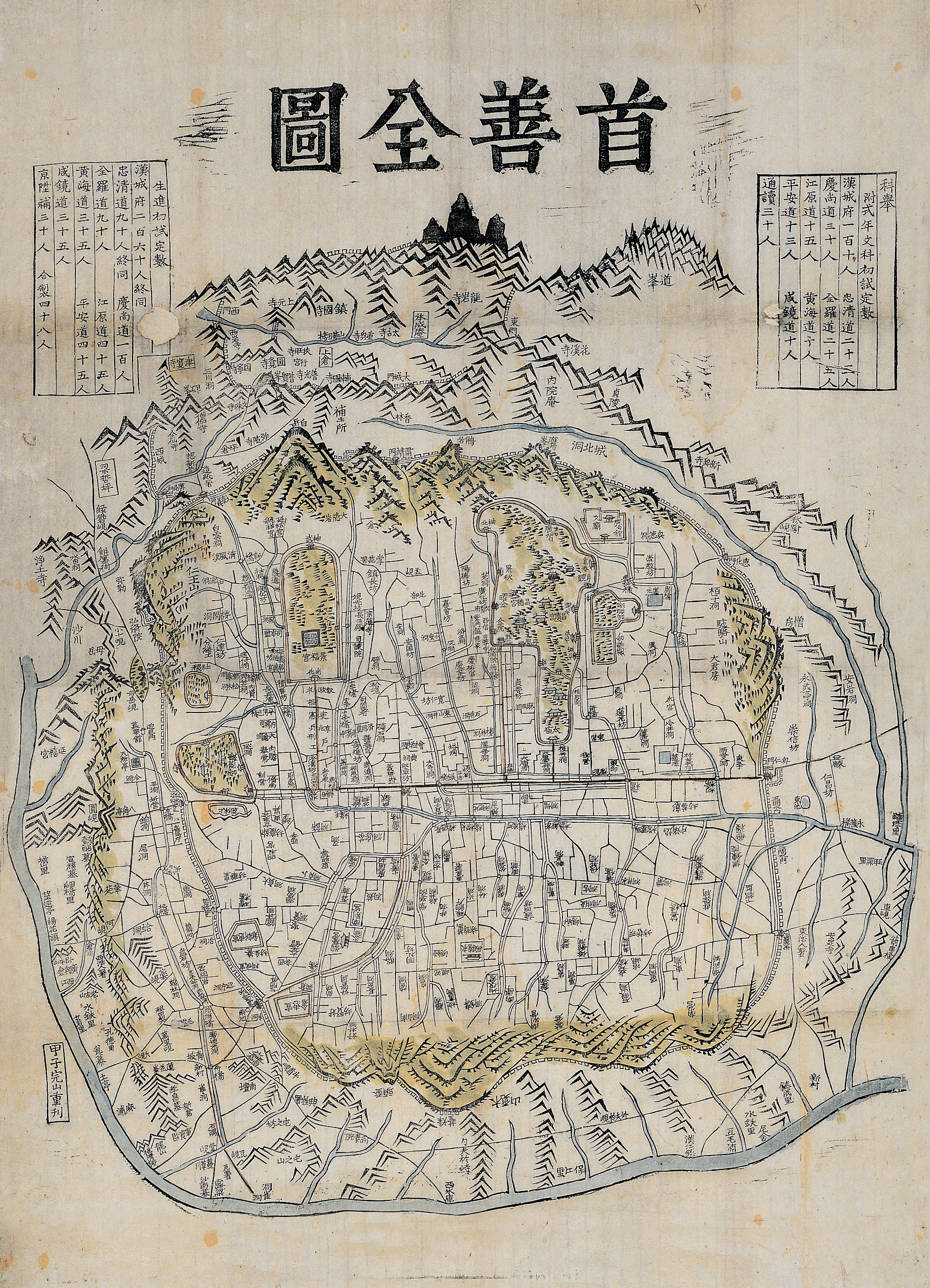
Thủ Thiện Toàn Đồ (Suseonjeondo) từ năm 1846

Lịch sử Seoul có thể tính từ năm 18 TCN. Tính đến giờ, Seoul đã có lịch sử hơn 2000 năm. Seoul đã là thủ đô của các nhà nước trên bán đảo Triều Tiên kể từ những ngày đầu các nhà nước này được thành lập.

## Sự thành lập
Loài người có thể đã sinh sống trong vùng hiện giờ là Seoul dọc theo các nhánh hạ lưu của sông Hán trong thời đại đồ đá cũ và các nghiên cứu khảo cổ học cho thấy loài người đã bắt đầu hình thành các khu định cư vào thời đại đồ đá mới. Những di tích tiền sử được khai quật ở làng Amsa-dong, quận Gangdong-gu có niên đại từ 3.000 đến 7.000 năm trước. Với sự ra đời của đồ đồng vào khoảng năm 700 TCN, những khu định cư của con người dẫn dần mở rộng từ các vùng lưu vực sông vào sâu hơn trong đất liền.
Seoul được ghi lại lần đầu trong sử thành văn dưới cái tên Wiryeseong, được thành lập vào năm 18 TCN, là thủ đô của Baekje, một trong ba nước thời Tam Quốc ở Triều Tiên. Hiện vẫn phát hiện được một số bức tường từ thời đó ở khu vực này. Và Pungnap Toseong, một bức tường đất ở bên ngoài Seoul, được cho rằng khu vực chính của Wiryeseong. Seoul ở phía nam của Triều Tiên.

## Thời kỳ Baekje
Khi vương quốc Baekje mới được thành lập vào năm 18 TCN, họ đã chọn thủ đô là Wiryeseong. Vùng đất này hiện là quận Songpa ở phía nam Seoul.

## Thời Tam Quốc
Vào thời Tam Quốc, khi ba quốc gia tranh giành ảnh hưởng trên bán đảo Triều Tiên, quyển kiểm soát Seoul chuyển từ tay Baekje sang Goguryeo năm 392 (được đặt tên lại Nam Pyongyang) và từ Goguryeo lại chuyển sang liên minh Silla - Baekje vào năm 551.
Silla kiểm soát hoàn toàn thành phố và sau đó là cả bán đảo Triều Tiên, và trong suốt giai đoạn thống nhất dưới thời Silla, thành phố được biết đến dưới cái tên Hanyang.

## Thời Goryeo
Vào thời Goryeo, vương quốc nào kiểm soát thung lũng sông Hàn sẽ kiểm soát được toàn bộ bán đảo, bởi vì đó là trung tâm giao thông của toàn bán đảo. Đó là lý do tại sao trong thế kỷ 11, vương triều Goryeo đã quyết định xây dựng cung điện tại Seoul, được đặt tên là Namgyeong hay "Nam Đô". Seoul trở thành một thành phố có vị trí chính trị quan trọng chính trong thời gian này.